# Autódromo Hermanos Emiliozzi
El Autódromo Hermanos Emiliozzi es un circuito de carreras que se encuentra en la ciudad de Olavarría, Buenos Aires, Argentina. Es propiedad del Automóvil Moto Club de Olavarría.

## Historia
El circuito se inauguró en 1998 con el nombre de Gran Autódromo Sudamericano de Olavarría. El 1 de agosto de 2008 se cambió el nombre a Hermanos Emiliozzi, en homenaje a quienes hicieron historia dentro del Turismo Carretera con la Galera.
Además del nombre, en 2008, se modificó el trazado del circuito, permitiendo lograr una mayor velocidad en todo el perímetro.

## Características
Es un circuito muy rápido, con una larga recta principal, que casi llega a los 1000 m de longitud.
En carrera, el motor es muy importante ya que, además de la recta principal, detrás de boxes, hay una combinación de dos rectas donde los autos de TC llegan a los 250 km/h.

Además de las largas rectas, una de las mayores atracciones del circuito es la horquilla «Luis Landriscina», ubicada al final de las rectas opuestas.

Circuito usado por el TN en 2014, con sus sectores.
Circuito usado por el Turismo Carretera.

## Ganadores

### Turismo Carretera
| Fecha                    | Ganador               | Marca           |
| ------------------------ | --------------------- | --------------- |
| 5 de abril de 1998       | José Luis Di Palma    | Chevrolet Chevy |
| 13 de diciembre de 1998  | Luis Belloso          | Ford Falcon     |
| 4 de abril de 1999       | Juan María Traverso   | Ford Falcon     |
| 9 de abril de 2000       | Omar Martínez         | Ford Falcon     |
| 27 de agosto de 2000     | Guillermo Ortelli     | Chevrolet Chevy |
| 3 de junio de 2001       | Guillermo Ortelli     | Chevrolet Chevy |
| 11 de noviembre de 2001  | José Luis Di Palma    | Chevrolet Chevy |
| 11 de agosto de 2002     | Diego Aventín         | Ford Falcon     |
| 1 de junio de 2003       | Ernesto Bessone II    | Dodge Cherokee  |
| 22 de agosto de 2004     | Juan María Traverso   | Torino Cherokee |
| 7 de agosto de 2005      | Juan Manuel Silva     | Ford Falcon     |
| 20 de noviembre de 2005  | Gabriel Ponce de León | Ford Falcon     |
| 2 de julio de 2006       | Juan Manuel Silva     | Ford Falcon     |
| 5 de octubre de 2008     | Omar Martínez         | Ford Falcon     |
| 15 de noviembre de 2009  | Mariano Altuna        | Chevrolet Chevy |
| 10 de octubre de 2010    | Lionel Ugalde         | Ford Falcon     |
| 18 de septiembre de 2011 | José María López      | Chevrolet Chevy |
| 22 de julio de 2012      | Christian Ledesma     | Chevrolet Chevy |
| 29 de abril de 2013      | Matías Rossi          | Chevrolet Chevy |
| 25 de agosto de 2013     | Omar Martínez         | Ford Falcon     |
| 10 de agosto de 2014     | Luis José Di Palma    | Torino Cherokee |
| 23 de agosto de 2015     | Matías Rossi          | Chevrolet Chevy |
| 1 de mayo de 2016        | Matías Rossi          | Chevrolet Chevy |
| 2 de abril de 2017       | Matías Rossi          | Ford Falcon     |
| 28 de octubre de 2018    | Alan Ruggiero         | Torino Cherokee |